# Aechmorhynchus
Az Aechmorhynchus a madarak osztályának lilealakúak (Charadriiformes) rendjébe és a szalonkafélék (Scolopacidae) családjába tartozó nem.
Egyes rendszerbesorolások nem használják ezt a nemet.

## Rendszerezés
A nembe az alábbi 2 faj tartozik:
- Aechmorhynchus parvirostris
- óceáni cankó (Aechmorhynchus cancellatus vagy Prosobonia cancellata)